# Mary Cartwright
Mary Lucy Cartwright (Aynho, 17 december 1900 – Cambridge, 3 april 1998) was een Brits wiskundige. Ze was een van de pioniers van wat later bekend zou worden als de chaostheorie. Samen met J.E. Littlewood zag Cartwright dat er zeer veel oplossingen waren voor een probleem dat later zou worden gezien als een voorbeeld van het vlindereffect.

## Biografie

### Jeugd en opleiding

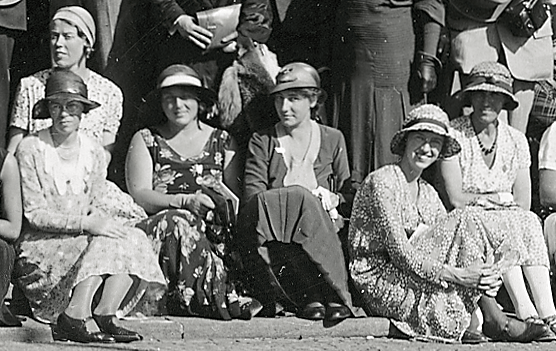
Mary Cartwright (uiterst rechts) op het Internationale Congres voor wiskundigen in 1932.

De vader van Cartwright, William Degby Cartwright (geboren ca 1865) was dominee; haar moeder was Lucy Harriette Maud Cartwright (geboren ca. 1869). Via haar grootmoeder Jane Holbech stamde ze af van dichter John Donne en William Mompesson, vicaris van Eyam. Ze had vier broers en zussen, twee oudere en twee jongere: John (1896), Nigel (1898), Jane (1905) en William (1907). John en Nigel sneuvelden in de Eerste Wereldoorlog. Zij ging van 1912-1915 naar de Leamington High School en vervolgens naar de Gravely Manor School in Boscombe, van 1915–1916. Ze voltooide haar middelbare schoolopleiding aan de Godolphin School in Salisbury in 1919.

### Academische studie en promotie
Cartwright studeerde wiskunde aan het St Hugh's College van de Universiteit van Oxford vanaf 1919. Dit college had sinds 1886 vrouwen welkom geheten. In haar tijd waren er slechts drie tot vijf vrouwelijke studenten in de overvolle collegezalen. De zalen waren zo vol omdat veel voormalig soldaten uit de Eerste Wereldoorlog hun studie weer oppakten. Zij studeerde daar eerst af met een graad in de tweede klasse en was daar erg teleurgesteld over. Na extra lessen van G.H. Hardy studeerde ze in 1923 af met een eerste klas graad. Ze was de eerste vrouw die deze eindstreep behaalde. Ze gaf korte tijd les aan de Alice Ottley School in Worcester en aan de Wycombe Abbey School in Buckinghamshire. In 1928 keerde ze terug naar Oxford om te studeren voor de graad Doctor of Philosophy (D.Phil). Tijdens deze studie werd zij opnieuw begeleid door G.H. Hardy. Tijdens het academiejaar 1928-1929 was Hardy in Princeton, waarbij E.C. Titchmarsh de rol als supervisor overnam. 
In 1930 ontving Cartwright een Yarrow Research Fellowship en ging ze naar Girton College, Cambridge om verder te werken aan haar proefschrift. Haar proefschrift The Zeros of Integral Functions of Special Types werd beoordeeld door J.E. Littlewood, die ze eerder ontmoet had als externe examinator tijdens haar mondeling examen voor die D.Phil uit 1930. 
Toen ze de colleges van Littlewood bijwoonde, loste ze een van de openstaande problemen op die hij poneerde. Haar wiskundige stelling, nu bekend als het stelling van Cartwright, geeft een schatting voor de maximale modulus van een analytische functie die niet meer dan p keer dezelfde waarde aanneemt op de eenheidsschijf. Om de stelling te bewijzen gebruikte ze een nieuwe aanpak, waarbij ze een techniek toepaste die door Lars Ahlfors was geïntroduceerd voor hoekgetrouwe meetkunde.

### Wetenschappelijke carrière
Tijdens haar wetenschappelijke carrière schreef Cartwright meer dan negentig artikelen over verschillende wiskundige concepten. Haar bijdragen strekten zich uit tot onderwerpen als de Dirichletreeks, Abel-sommatie, richtingen van Borel-spreidingen, analytische functies met regelmaat op de eenheidsschijf, de nulpunten van integrale functies, maximale en minimale moduli, en functies van eindige orde in een hoek.
In 1936 werd Cartwright directeur wiskunde aan het Girton College in Cambridge. In 1938 begon ze aan een nieuw project dat een grote impact had op de richting van haar onderzoek. De Radio Onderzoeksraad van het Departement voor Wetenschappelijk en Industrieel Onderzoek had een memorandum opgesteld over bepaalde differentiaalvergelijkingen die voortkwamen uit het de nieuwe techniek van de radar voor militaire toepassingen. De radarversterkers vertoonden bij hoge frequenties onvoorspelbare storingen. Ze vroegen de London Mathematical Society of ze konden helpen een wiskundige te vinden die aan deze problemen kon werken en ze raakte geïnteresseerd. De dynamiek die achter de problemen schuilging was Cartwright onbekend, dus benaderde ze Littlewood voor hulp bij dit aspect. Ze begonnen samen te werken bij het bestuderen van de vergelijkingen, wat de twee enorm verraste:
For something to do we went on and on at the thing with no earthly prospect of "results"; suddenly the whole vista of the dramatic fine structure of solutions stared us in the face.
De hier beschreven fijne structuur wordt tegenwoordig gezien als een typisch voorbeeld van het vlindereffect. De samenwerking heeft een grote invloed gehad op de moderne theorie van dynamische systemen. Hoewel het duo het antwoord niet op tijd kon geven, slaagden ze erin de ingenieurs te overtuigen dat het grillige gedrag niet aan de fabricage van de apparatuur lag, maar aan de "verwerpelijk ogende differentiaalvergelijkingen," zoals Cartwright die later noemde. Er moest dus gezocht worden naar praktische manieren om de geproduceerde elektrische 'ruis' (of grillige fluctuaties) te vermijden. Uit het onderzoek was in elk geval gebleken dat minieme variaties van de begintoestand tot grote verschillen in de uitkomst konden leiden.
Naast haar wetenschappelijke werk was ze ook werkzaam bij het Rode Kruis gedurende de Tweede Wereldoorlog.
In 1945 vereenvoudigde Cartwright Hermite's elementaire bewijs van de irrationaliteit van π. Ze stelde haar versie van het bewijs op als een Tripos-vraag, die later werd gepubliceerd in een bijlage bij het boek Scientific Inference van Sir Harold Jeffreys. In 1947 werd ze verkozen tot Fellow van de Royal Society. Ze was niet de eerste vrouw die in dat genootschap werd gekozen, maar wel de eerste vrouwelijke wiskundige.
In 1948 werd Cartwright benoemd tot Mistress of Girton (decaan) en van 1959 tot 1968 was zij lector in de functietheorie in Cambridge. Van 1957 tot 1960 was ze voorzitter van de Cambridge Association of University Women. Na haar pensionering bij Girton was ze van 1968 tot 1969 visiting professor aan de Brown University in de VS en van 1969 tot 1970 aan de Claremont Graduate School. 
Cartwright stierf in Cambridge, in het Midfield Lodge Nursing Home, op 3 april 1998. Zij werd 97 jaar.

## Erkenning
Cartwright was de eerste vrouw:
- die een positie had in de Raad van de Royal Society.
- voorzitter werd van de Mathematical Association (1951).
- voorzitter werd van de London Mathematical Society (1961 - 1962).
- die de Sylvester-medaille ontving (1964).
- die de De Morgan Medal ontving, de hoogste onderscheiding van de London Mathematical Society (1968).

In 1968 werd ze verkozen tot Honorary Fellow van de Royal Society of Edinburgh. In 1969 ontving ze een koninklijke onderscheiding en was sindsdien Dame Mary Cartwright, Dame Commander of the Order of the British Empire.

## Publicaties (selectie)
- Cartwright, M. L. (1945). On Non-Linear Differential Equations of the Second Order: I. the Equation {\displaystyle {\ddot {y}}-k(1-y^{2}){\dot {y}}+y=b\lambda k\cos(\lambda t+\alpha ),} {\displaystyle k} Large. Journal of the London Mathematical Society s1-20 (3): 180–189 (Wiley). ISSN: 0024-6107. DOI: 10.1112/jlms/s1-20.3.180.
- Cartwright, M. L. (1962). Integral functions. University Press, Cambridge.
- Cartwright, M. L. (1964). From Non-Linear Oscillations to Topological Dynamics. Journal of the London Mathematical Society s1-39 (1): 193–201 (Wiley). ISSN: 0024-6107. DOI: 10.1112/jlms/s1-39.1.193.